# Несподівана радість

«Несподівана радість» - російський чотирисерійний комедійний художній фільм, знятий в 2005 році режисером Мартирос Фаносяном на кіностудії Парадіз продакшнз.

## Сюжет
Жили-були в столичній комуналці дві божі кульбаби - Дар'я Михайлівна і Марія Іванівна. А третьою мешканка була челночніца - підприємець Зінька Комарова. Старенькі дружили зі старшим по під'їзду Василем Адамовичем і юною біологічкою з верхнього поверху Світланою. У Зіньки був наречений, Микола Будько, який жорстоко зрадив наречену, одружившись з дочкою великого начальника. На пам'ять про себе він залишив їй цуценя Єпіфанія, якого Зінька люто зненавиділа. Ще один удар по самолюбству представниці зароджується середнього класу завдали бабусі-сусідки, відмовившись переїхати в іншу квартиру. Ображена бізнесменша вирішила не здаватися без боротьби.

## У фільмі знімалися
- Армен Джигарханян - Василь Адамович
- Надія Румянцева - Марія Іванівна
- Валентина Титова - Дар'я Михайлівна
- Марина Яковлєва - Зіна Комарова
- Євген Воскресенський - асистент ворожки
- Ігор Золотовицький - Будько
- Микола Карпеченко - дільничний
- Неллі Неведіна - Соня, подруга Зіни
- Олександр Наумов - Міша
- Микита Салопін - Олександр
- Ганна Снаткіна - Світлана
- Ілля Алексєєв - Сергій
- Олег Долін - Тимур
- Семен Фурман - Арнольд Чорноголовий, екстрасенс-шарлатан
- Роман Мадянов - Пяткін, адвокат
- Олександр Числов - Ісаєв, судовий пристав
- Ільхам Ханбудагов - Акіф
- Тамара Спірічева - старенька на вулиці
- Оксана Подріга - телеведуча
- Тетяна Орлова - суддя
- Чжан Дон Чже - Ле Хуан
- Петро Болишков - директор притулку
- Дмитро Таланцев - епізод
- Саша Фокіна - епізод
- Макс Чуманенко - епізод
- Соня Дьяченко - епізод
- Юлія Борисова - епізод
- Ольга Коткін - епізод
- Микола Бабович - епізод